# Mário Bicák
Mário Bicák (* 21. října 1979, Prešov, Československo) je slovenský fotbalový záložník, od roku 2013 bez angažmá.

## Klubová kariéra
Svoji fotbalovou kariéru začal v FC Steel Trans Ličartovce, pokračoval v MFK Košice, Győri ETO FC a FC Spartak Trnava.

## Reprezentační kariéra
V dresu A-mužstva Slovenska nastoupil ve třech zápasech. Debutoval 1. března 2006 v přátelském utkání na Stade de France proti domácí Francii, Slovensko vyhrálo 2:1.